# NGC 1705
NGC 1705 é uma galáxia irregular localizada a cerca de dezessete milhões anos-luz (aproximadamente 5,212 megaparsecs) de distância na direção da constelação do Pintor. Possui aproximadamente dois mil anos-luz de diâmetro, uma magnitude aparente de 11,8, uma declinação de -53º 21' 40" e uma ascensão reta de 04 horas 54 minutos 13,9 segundos.
Estima-se que essa galáxia tenha se formado há mais ou menos 13 bilhões de anos, o que a torna uma das mais antigas entre as localizadas a até vinte milhões de anos-luz da Terra.